# 혼합 언어
혼합 언어(混合言語)는 두 개 이상의 언어를 같이 상용하는 지역에서 발생하는 언어이다. 또한 피진의 경우 상대방의 언어를 서로 모르는 상황에서 언어의 ‘부모’가 확실하다는 점에서 크리올과 다르다.
반면, 혼합 언어는 언어 구사자들이 두 개 이상의 ‘부모 언어’를 서로 잘 구사할 수 있다는 점에서 피진과도 다르다.

## 혼합 언어의 예
혼합 언어의 좋은 예로는 다음이 있다.
- 미치프어 - 명사와 형용사는 프랑스어에서 왔으나 동사는 크리어이다. 성으로 프랑스어의 여성·남성과 크리어의 유형성·무형성이 동시에 있고, 4인칭이 있다.
- 카파도키아 그리스어 - 대부분의 낱말이 그리스어 어근을 가지고 있으나 튀르키예어에서 온 어미와 모음조화를 가지고 있다.
- 메디아 렝구아 - 케추아어의 형태와 스페인어 어휘의 혼합.

혼합 언어로 볼 수도 있는 언어로는 다음이 있다.
- 포르투뇰 - 포르투갈어와 스페인어의 혼합.
- 수르지크어 - 우크라이나어와 러시아어의 혼합.

## 같이 보기
- 걸라(Gullah)
- 사빌(Sabir)
- 피진
- 크리올